# Minna no uta
Minna no uta (みんなのうた, litt. « Chansons pour tous »), est un programme radio/télévisé de cinq minutes de la NHK diffusé plusieurs fois par jour, depuis 1961, au Japon. Le programme est généralement utilisé comme matériau de remplissage à la fin des programmes de télévision ordinaires. Bien que plusieurs des épisodes visent les enfants, un grand pourcentage ne leur est pas destiné de sorte que le programme bénéficie d'un large public

Logo Title

Le programme est utilisé pour introduire de nouvelles chansons de chanteurs populaires et nouveaux, ainsi que de mettre en évidence les talents des différents animateurs et réalisateurs. Une liste des épisodes à venir et de ceux actuellement diffusés est présentée mensuellement dans des magazines tels qu'Animage et Newtype.

## Animateurs
Les animateurs suivant ont vu leurs œuvres interprétées dans l'émission Minna no Uta :
- Atsuko Ishizuka ;
- Katsuya Kondō ;
- Tomomi Mochizuki ;
- Tadanari Okamoto (en) ;
- Anna Saeki ;
- Makoto Shinkai.